# 日本興業銀行
株式会社日本興業銀行（にっぽんこうぎょうぎんこう、英: The Industrial Bank of Japan, Limited）は、かつて存在した日本の特殊銀行・普通銀行・長期信用銀行。
明治維新後の重工業の発展や、軍需工業の拡大、第二次世界大戦後の復興と高度経済成長を外債発行により支え、日本からの資本輸出にも携わった。最末期の2000年からはみずほフィナンシャルグループの傘下に入っており、みずほコーポレート銀行を経て、みずほ銀行の前身行の一つとなった。
通称は「興銀（こうぎん）」、英略は「IBJ」。

## 設立の経緯
官僚である前田正名の提言『興業意見』に基づき、農工業の振興を目的に1897年（明治30年）に設立された日本勧業銀行は、養蚕、紡織、食品など農業と密接した軽工業を主な融資対象としており、日露戦争を契機に急成長した製鉄、造船、電力などの重工業は除外されていた。一方、日露戦争後の日本経済の発展と、その副作用としての恐慌（特に1890年と1898年）は国内資本の不足を露呈し、産業界では外資導入の必要性が叫ばれた。しかし企業単独で外資を調達するのは困難であり、政府保証の下外債を発行し、国内重工業への融資を行う、いわば「工業の中央銀行」（後述の『日本興業銀行法』案提案趣旨説明より）たる新金融機関の構想が、産業界で立てられていった。
1899年1月、議員提出法案として「日本興業銀行法」案が第13帝国議会に提出された。しかし政府は、外債に限るとはいえ、元利金支払いを政府が保証するという条項に難色を示し、対案として「動産銀行法」案を上程した。内容は、外債債務の政府保証規定が無い点以外は、ほぼ「日本興業銀行法」案と同じだった。両法案は、政府案に政府保証規定を挿入する形で統合され、衆議院を通過したが、貴族院は政府保証規定を削除して修正可決した。衆議院は修正案を否決し直後に解散したので、一旦廃案となった。
次の第14帝国議会で再上程された「日本興業銀行法」案は、政府保証規定や外債発行を巡って紛糾したが、結局政府保証規定は削除、外債発行については法律では定めない事になり、紆余曲折を経て成立にこぎつけ、翌年3月に公布。1902年に設立総会を開き、資本金1000万円（当時の国家予算の1割強に相当）で営業を開始した。

## 沿革
- 1900年3月23日 - 日本興業銀行法が公布される。
- 1902年
  - 3月27日 - 株式会社日本興業銀行が設立される。資本金は1000万円が用意された。初代総裁に添田壽一が就任する。
  - 10月 - 第1回興業債券として200万円が発行される。銭瓶町の営業所が東京府東京市麹町区銭瓶町一番地（現在の東京都千代田区大手町二丁目）に新設される。
- 1913年2月 - 第2代総裁に志立鐵次郎が就任する。
- 1914年1月 - 大阪支店が開店する。
- 1916年7月 - 外国為替の業務を開始する。
- 1918年
  - 2月 - 第3代総裁に土方久徴が就任する。
  - 7月 - 神戸支店を設置。
- 1922年8月 - 第1回割引興業債券が発行される。
- 1923年
  - 2月 - 第4代総裁に小野英二郎が就任する。
  - 6月 - 本店営業所が落成し、東京府東京市麹町区永楽二丁目（最終的な日本興業銀行本店の所在地）に移転する。
  - 9月 - 関東大震災の発生に伴い、震災復旧救済金融を実施する。
- 1927年
  - 3月 - 昭和恐慌に際し、中小商工業者などに応急資金の融通を開始する。
  - 12月 - 第5代総裁に鈴木嶋吉が就任する。
- 1928年7月 - 名古屋支店を設置。
- 1930年9月 - 第6代総裁に結城豊太郎が就任する。
- 1932年4月 - 福岡支店を設置。
- 1935年9月 - 福島県内に東北支店を設置。
- 1936年2月 - 富山支店を設置。
- 1937年
  - 2月 - 第7代総裁に寶來市松が就任する。
  - 3月 - 広島支店を設置。
  - 11月 - 北海道支店を設置。
- 1940年12月 - 第8代総裁に河上弘一が就任する。
- 1944年8月 - 東北支店が福島県福島市から宮城県仙台市に移転。福島出張所を設置。
- 1945年 - 敗戦により、閉鎖の危機に瀕する。元々、日本興業銀行は重工業向けの金融機関であり、中島飛行機（現在のSUBARU）をはじめとする軍需産業への融資が大半を占めていたことから、このことをもってGHQから「戦争への協力である」と見なされたのが災いしたとされている。
- 1946年
  - 2月 - 伊藤謙二が第9代総裁に就任する。
  - 8月 - 復興金融部が創設される。これに合わせて復興特別融資が開始された。高松と新潟に駐在員事務所を設置。
  - 10月 - 高松・新潟両駐在員事務所が出張所に昇格し、営業を開始。
- 1947年
  - 5月 - 栗栖赳夫が第10代総裁に就任する。
  - 7月 - 岸喜二雄が第11代総裁に就任する。
- 1948年
  - 4月 - 外国為替取扱銀行の指定を受ける。
  - 7月 - 意見書「長期金融機関の必要性」をGHQに提出する。
- 1949年
  - 4月 - 高松出張所が支店に昇格。
  - 6月 - 川北禎一が第12代総裁に就任する。
- 1950年
  - 4月 - 日本勧業銀行法等を廃止する法律の施行により日本興業銀行法が廃止され、銀行法に基づく普通銀行へ転換。この時、日本勧業銀行との合併話（興勧合同）が取り沙汰されるが、引き続き長期金融を中心とした銀行を志向した興銀と、短期金融を中心とした都市銀行への鞍替えを志向した勧銀とで方向性が合わず、立ち消えになる。川北禎一が初代頭取に就任する。
  - 10月 - 甲種外国為替銀行の指定を受ける。
  - 12月 - 新潟出張所が支店に昇格。
- 1951年
  - 8月 - 福島出張所が支店に昇格。
  - 10月 - 北海道支店が「札幌支店」に、東北支店が仙台支店にそれぞれ改称。
- 1952年 - 長期信用銀行法が施行されたことにより、同法に基づく長期信用銀行へ転換する。資本金は当時の価格で26億9000万円が用意された。
- 1956年10月 - ニューヨークに事務所が開設される。
- 1957年4月 - 割引興業債券が売出発行方式を採用する。
- 1961年11月 - 中山素平が第2代頭取に就任する。
- 1962年7月 - ニューヨークに事務所が開設され、駐在員事務所となる。フランクフルトに駐在員事務所が開設される。東南アジア産業金融セミナーが開始される。
- 1965年3月 - ロンドンに駐在員事務所が開設される。
- 1967年11月 - 本店が仮店舗（現在の東京駅八重洲南口）へ移転する。中小工業部が東京支店（末期は中堅企業センターとしてその姿を残していた）として発足する。
- 1968年5月 - 正宗猪早夫が第3代頭取に就任する。
- 1969年
  - 7月 - 利付興業債券が売出発行方式を採用する。
  - 12月 - 株式会社パシフィックリース（末期は興銀リース株式会社としてその姿を残していた）が設立される。
- 1970年
  - 3月 - 債券オンラインがスタートする。
  - 5月 - 日本経営システム株式会社が設立される。
  - 11月 - 横浜支店を設置。
- 1971年9月 - ロンドン駐在員事務所が支店に昇格。
- 1972年12月 - ニューヨーク駐在員事務所が支店に昇格。
- 1973年
  - 10月 - サンパウロ駐在員事務所を開設。
  - 11月 - ルクセンブルグ興銀を設立。
- 1974年
  - 2月 - 新本店が竣工し、最終的な現在の地に移転。
  - 3月 - ロサンゼルス支店を設置。
  - 11月 - 興銀信託（後のIBJトラストカンパニー）を設立。
- 1975年
  - 3月 - 新宿支店を設置。
  - 4月 - ロンドン興銀を設立。
  - 5月 - 池浦喜三郎が第4代頭取に就任する。
  - 8月 - 香港駐在員事務所を開設。
- 1976年
  - 2月 - 渋谷支店を設置。
  - 11月 - パリ駐在員事務所が開設される。
- 1977年11月 - 梅田支店と静岡支店をそれぞれ設置。
- 1978年3月 - ジャカルタ駐在員事務所が開設される。
- 1979年2月 - スイス興銀が設立される。
- 1979年3月 - ヒューストン駐在員事務所開設
- 1979年6月 - 香港駐在員事務所が香港支店に昇格し、営業を開始する。
- 1979年8月 - メキシコ駐在員事務所が開設される。
- 1979年11月 - 池袋支店が開店する。
- 1980年2月 - 日中米間初の合弁金融会社 CCICファイナンスリミテッド（中芝興業財務有限公司）を香港に設立する。
- 1981年3月 - マドリード駐在員事務所が開設される。
- 1981年3月 - クアラルンプール駐在員事務所が開設される。
- 1981年5月 - 長期信用銀行法が改正され、債券発行限度が自己資本の20倍から30倍へ拡大される。
- 1981年9月 - 北京駐在員事務所が開設される。
- 1981年10月 - 新型商品「リッキーワイド」の発売を開始する。
- 1982年1月 - カナダ興銀が設立される。
- 1982年3月 - バハレーン駐在員事務所が開設される。
- 1982年3月 - パナマ駐在員事務所が開設される。
- 1982年4月 - 『金』の店頭販売が開始される。
- 1982年6月 - 吉祥寺支店が開店する。
- 1982年10月 - 財形年金貯蓄の発売を開始する。
- 1982年12月 - 上海駐在員事務所が開設される。
- 1983年1月 - シカゴ駐在員事務所が開設される。
- 1983年3月 - サンフランシスコ駐在員事務所が開設される。
- 1983年4月 - 公共債の窓口販売業務を開始する。
- 1983年4月 - アトランタ駐在員事務所が開設される。
- 1983年6月 - パリ駐在員事務所がパリ支店に昇格し、営業を開始する。
- 1983年10月 - 証券3社（新日本証券・和光証券・岡三証券）と共同コンピュータサービス株式会社を設立する。
- 1983年11月 - 藤沢支店が開店する。
- 1983年12月 - バンコク駐在員事務所が開設される。
- 1984年3月 - 広州駐在員事務所が開設される。
- 1984年4月 - 日興證券株式会社と合弁で株式会社アイ・エヌ情報センターを設立する。
- 1984年6月 - 公共債ディーリング業務を開始する。
- 1984年6月 - インドネシア国営商業銀行バンク・ブミダヤと合弁でブミダヤ興銀リースを設立する。
- 1984年6月 - 中村金夫が第5代頭取に就任する。
- 1984年10月 - 日本橋支店が開店する。
- 1984年12月 - 町田支店が開店する。
- 1985年1月 - 「債券総合口座」の取り扱いを開始する。
- 1985年4月 - 市場金利連動型預金・MMCの取り扱いを開始する。
- 1985年4月 - 大連駐在員事務所が開設される。
- 1985年9月 - オーストラリア興銀が設立される。
- 1985年10月 - 興銀投資顧問株式会社（後のDIAMアセットマネジメント）が設立される。
- 1985年10月 - 自由金利定期預金の取り扱いを開始する。
- 1985年10月 - 東証の特別参加者として債券先物市場に参加する。
- 1985年12月 - 米国シュローダー銀行に資本参加する。そして、日本興業銀行の現地法人になる。
- 1986年3月 - 興銀ビジネスサービス株式会社が設立される。
- 1986年6月 - 難波支店が開店する。
- 1986年7月 - 興銀カードサービス株式会社が設立される。
- 1986年12月 - IBJシュローダー銀行が米国プライマリーディーラーのA.G.ランストンを買取する。
- 1987年4月 - シカゴ駐在員事務所が支店に昇格し、営業を開始する。
- 1987年9月 - シンガポール興銀が設立される。
- 1987年10月 - 当行初の株主割当による中間発行増資が実施され、新資本金は2125億7858万9526円となった。
- 1988年4月 - ソウル駐在員事務所が開設される。
- 1988年4月 - ケイマン支店が開店する。
- 1988年7月 - 興銀信用保証株式会社が設立される。
- 1988年10月 - 株主割当による中間発行増資が実施され、新資本金は3520億4532万4686円となった。
- 1988年11月 - 金投資口座の発売が開始される。
- 1988年12月 - ミラノ駐在員事務所が開設される。
- 1989年2月 - 興銀ファイナンス株式会社が設立される。
- 1989年6月 - マドリード駐在員事務所が支店に昇格し、営業を開始する。
- 1989年6月 - 金融先物商品取引の業務を開始する。
- 1989年9月 - インドネシア興銀が設立される。
- 1990年1月 - ナッソー支店が開店する。
- 1990年4月 - 英国3i社と合弁で興銀インベストメント株式会社を設立する。
- 1990年6月 - 黒澤洋が第6代頭取に就任する。
- 1990年7月 - オーストリアのクレディタンシュタルト銀行と合弁で、IBJ-CAコンサルトを設立する。
- 1990年9月 - ブリッジフォード・グループを設立する。
- 1990年9月 - パリ興銀が設立される。
- 1991年3月 - スペイン興銀が設立される。
- 1991年4月 - ミラノ駐在員事務所が支店に昇格し、営業を開始する。
- 1991年6月 - アトランタ駐在員事務所が支店に昇格し、営業を開始する。
- 1991年8月 - サンフランシスコ駐在員事務所が支店に昇格し、営業を開始する。
- 1991年8月 - 上海駐在員事務所が支店に昇格し、営業を開始する。
- 1991年10月 - 興銀不動産調査サービス株式会社を設立する。
- 1991年11月 - 「興業債券（2年）」の発行を開始する。
- 1991年11月 - 神田支店が開店する。
- 1992年3月 - クルンタイ興銀リースの営業を開始する。
- 1992年11月 - 大連駐在員事務所が支店に昇格し、営業を開始する。
- 1993年5月 - 新総合オンラインシステムの稼働を開始する。
- 1993年5月 - 千葉支店が開店する。
- 1993年5月 - バンコク駐在員事務所が支店に昇格し、営業を開始する。
- 1993年7月 - 興銀証券株式会社が設立される。
- 1993年10月 - 興業債券の募集・売出要領等を変更する。
- 1993年12月 - ラブアン支店が開店する。
  - ラブアン支店の出張所として、クアラルンプール出張所が開設され、営業を開始する。
- 1994年5月 - スウィングサービスの開始
- 1994年7月 - 日本興業投信株式会社が設立される。
- 1994年10月 - チューリッヒ支店が開店する。
- 1994年11月 - 長信銀・商工中金・都銀とのCDオンライン提携を実施する。
- 1994年11月 - ハノイ駐在員事務所が開設される。
- 1995年4月 - チョンブリ支店が開店する。
- 1995年4月 - アユタヤ支店が開店する。
- 1995年5月 - 首都圏の5店舗を、日比谷支店と神田支店の2つの支店に統合する。
- 1995年6月 - 興銀ビジネス・エージェンシー株式会社が設立される。
- 1995年8月 - A.G.ランストンがIBJシュローダー銀行より分離し、日本興業銀行の100％子会社になる。
- 1995年10月 - 興銀信託銀行株式会社が設立される。
- 1995年12月 - 武漢駐在員事務所が開設される。
- 1996年3月 - 北京駐在員事務所が支店に昇格し、営業を開始する。
- 1996年4月 - ヒューストン駐在員事務所が、新たにニューヨーク支店ヒューストン出張所として開設される。
- 1996年6月 - 西村正雄が第7代頭取に就任する。
- 1996年6月 - 興銀オフィスサービス株式会社が設立される。
- 1996年11月 - 株主割当による中間発行増資が実施され、新資本金は4651億527万9846円となった。
- 1996年12月 - 池袋支店が債券専業店舗化される。
- 1997年1月 - フランクフルト駐在員事務所が廃止され、駐在員事務所が支店に昇格することなく、新たにフランクフルト支店が開設される。
- 1997年1月 - バンコク支店がフルバンキング業務を開始する。
- 1997年3月 - 上海支店が人民元業務取り扱いを開始する。
- 1997年3月 - 上海支店の出張所として、浦西出張所が開設される。
- 2000年 - 富士銀行・第一勧業銀行 の2行と共に金融持株会社となるみずほホールディングス・みずほフィナンシャルグループを設立する。
- 2002年4月1日 - グループにおいて、コンシューマー（リテール）バンキング部門はみずほ統合準備銀行に吸収分割・承継した上で第一勧業銀行に吸収合併させ第一勧業銀行はみずほ銀行へ商号変更を行うが、日本興業銀行本体については、富士銀行に吸収合併させ解散となり、富士銀行はみずほコーポレート銀行（2002年 - 2013年）へ商号変更を行った。ただし、みずほコーポレート銀行は、本店所在地・業務内容・勘定系システム等外見上は2002年当時の日本興業銀行とほとんどが同じであるため、事実上は日本興業銀行から個人向け業務と金融債業務を みずほ銀行に移し、富士銀行・第一勧業銀行のホールセール部門を移管したのが、みずほコーポレート銀行であった。
- 2013年7月1日 - みずほコーポレート銀行が みずほ銀行を吸収合併し、みずほコーポレート銀行は みずほ銀行に商号変更した。

## 世の中の認識

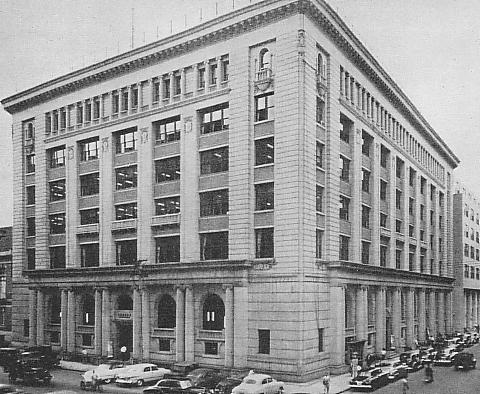
1950年代の日本興業銀行本店

後述する金融債を発売する際、一般大衆への知名度の低さがネックとなった。戦後の1952年頃より、興銀ではキューピー人形をキャラクターに採用。以降、債券窓口やショーウインドーにキューピー人形を設置し、グッズの配布や債券総合口座の「普通預金ご利用控え」（事実上の普通預金通帳）の表紙にキューピー人形の顔をあしらうなど周知徹底させ、「興銀はキューピーの銀行」のイメージ作りを行った。なお、大口顧客や個人投資家向けの相談窓口の名称は「キューピーファミリー相談室」で、債券総合口座の残高案内に添付されていた機関紙の題号は「きゅーぴーだより」であった。キューピーを用いた広告はみずほフィナンシャルグループ入り後の2002年1月頃まで『あるじゃん』などで出稿されていた。
1950年代から1960年代にかけて、川又克二、日高輝、水島廣雄ら興銀出身者が次々と問題企業の再建に成功し、興銀は当時の人気テレビドラマになぞらえて財界の益荒男派出夫会の異名をとった。

## 金融債商品
以下に示す個人でも購入可能な金融債商品は、後にみずほ銀行に引き継いでいる。
なお、現在は財形金融債のみ新規発行を受け付けており、窓口販売は終了している。

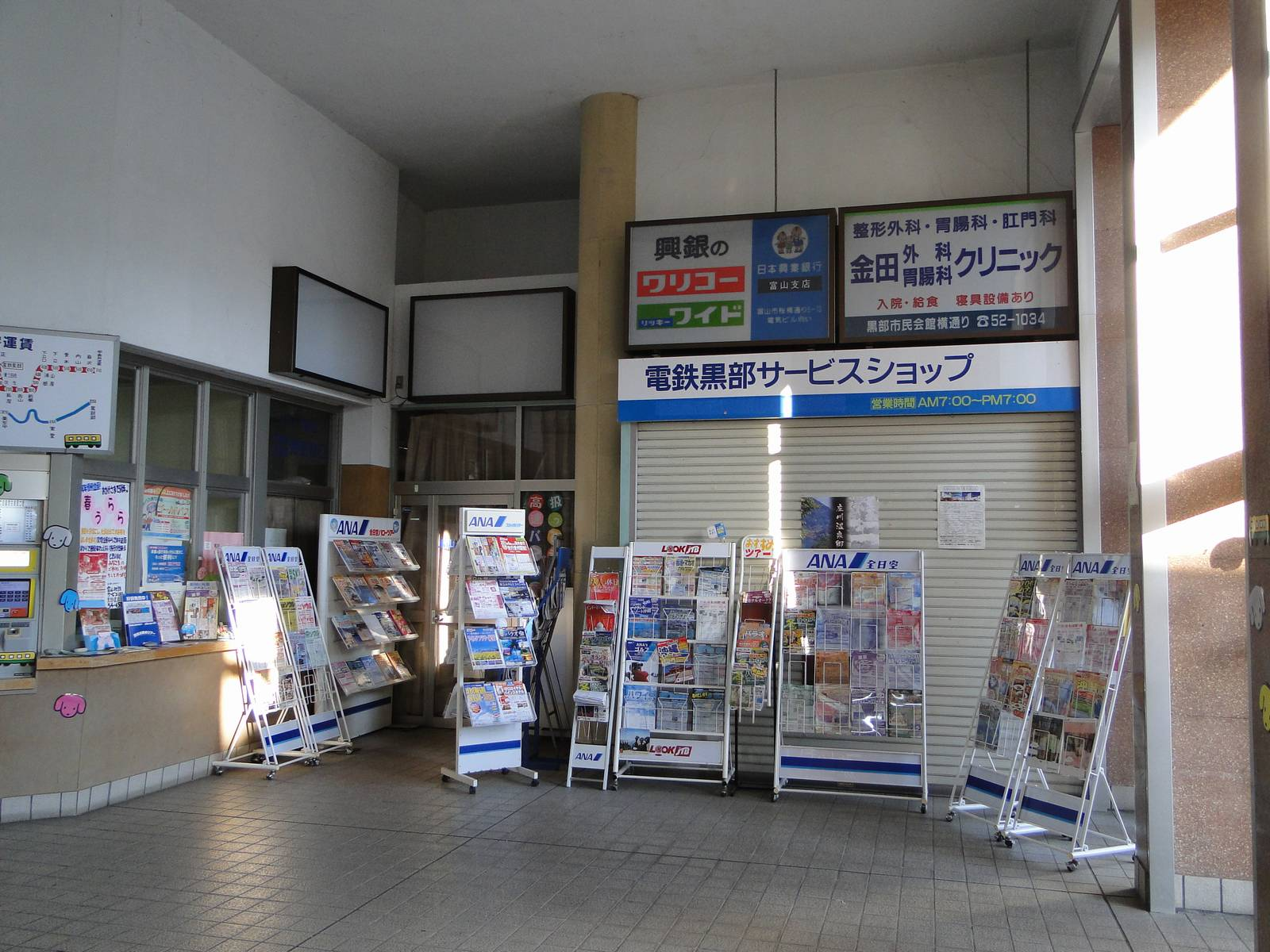
富山地方鉄道本線・電鉄黒部駅に残っていた「興銀のワリコー／リッキーワイド」の広告看板（2010年)

- ワリコー
- ワリコーアルファ
- リッキー
- リッキーワイド

## 歴代総裁・頭取
（総裁）
1. 添田壽一 （1902年3月27日 - 1913年2月1日）
2. 志立鉄次郎 （1913年2月10日 - 1918年2月9日）
3. 土方久徴 （1918年2月10日 - 1923年2月9日） ※第12代日本銀行総裁
4. 小野英二郎 （1923年2月10日 - 1927年11月26日） ※副総裁
5. 鈴木島吉 （1927年12月8日 - 1930年9月11日
6. 結城豊太郎 （1930年9月11日 - 1937年2月2日） ※大蔵大臣・第15代日本銀行総裁
7. 宝来市松 （1937年2月8日 - 1940年12月4日）
8. 河上弘一 （1940年12月4日 - 1946年2月1日） ※大正5年入行 日本輸出入銀行初代総裁
9. 伊藤謙二 （1946年2月1日 - 1947年5月13日） ※復興金融金庫初代理事長
10. 栗栖赳夫 （昭和22年） ※大蔵大臣
11. 岸喜二雄 （昭和22年）
12. 川北禎一 （昭和24年） ※1950年（昭和25年）初代頭取

（頭取）
1. 川北禎一
2. 中山素平
3. 正宗猪早夫
4. 池浦喜三郎
5. 中村金夫
6. 黒澤洋
7. 西村正雄

## 出身者
Category:みずほフィナンシャルグループの人物を参照。一覧にもれた人物の一部を以下に示す。
- 樫田邦雄 - 昭和15年入行、元登録部長、元日本曹達社長
- 藤澤義之 - 昭和36年入行、2000年（平成12年）会長、元メリルリンチ日本証券株式会社代表取締役会長
- 西澤宏繁 - 昭和36年入行、元常務取締役、元東京都民銀行頭取・会長、元企業再生支援機構社長
- 中山恒博 - 昭和46年入行、2004年（平成16年）みずほコーポレート銀行副頭取、2007年4月（平成19年4月）メリルリンチ日本証券株式会社代表取締役会長
- 北川洋 - 昭和48年入行、元国際営業部長、沖縄セルラー電話代表取締役社長
- 桂木明夫 - 昭和52年入行、リーマン・ブラザーズ証券会社在日代表
- 福田勝之 - 昭和54年入行、福田組社長、会長